# Sterkfontein
Sterkfontein (término en afrikáans para manantial fuerte) es un conjunto de cuevas de piedra caliza de especial interés para la paleoantropología, ya que en ellas se han encontrado, desde finales del siglo XIX, numerosos de restos fósiles de homínidos. Se localiza en la provincia de Gauteng, al noroeste de Johannesburgo, Sudáfrica cerca del poblado de Krugersdorp. Los sitios arqueopaleontológicos de Swartkrans, Kromdraai y la Cueva Maravilla, también de origen karstico, se encuentran en esta misma área.
Sterkfontein fue declarado Patrimonio de la Humanidad el año 1999 y el área en que se ubica se denominó Cuna de la Humanidad.

## Excavaciones
Las excavaciones modernas en las cuevas comenzaron a fines de la década de 1890, cuando mineros de piedra caliza notaron que había fósiles, lo que llamó la atención de los científicos. Pero hasta 1936 no comenzaron las excavaciones planificadas por parte de algunos estudiantes de Raymond Dart y Robert Broom de la Universidad de Witwatersrand.
Estas excavaciones proporcionaron numerosos restos de homínidos primitivos. En 1936, las cuevas de Sterkfontein desvelaron el primer adulto de Australopithecus, confirmando contundentemente la teoría de Raymond Dart que afirmaba que el cráneo llamado niño de Taung (Australopithecus africanus) era un ancestro humano.
Durante la Segunda Guerra Mundial se produjo una pausa en las excavaciones, que fueron continuadas por Broom. El año 1947 encontró un cráneo casi completo de una hembra adulta o, posiblemente, un macho adolescente de Australopithecus africanus. Broom le dio el nombre de Plesianthropus transvaalensis ("casi-hombre de Transvaal"), y lo apodó «Señora Ples». Se estimó que los restos de la señora Ples tienen entre 2,6 y 2,8 millones de años, ubicándose, por tanto, en la época Plioceno. En 1997 un esqueleto casi completo de un homínido temprano, StW 573, fue descubierto en las cuevas por Ronald J. Clark; la extracción de los restos circundantes al descubrimiento se encuentra en curso. El esqueleto se apodó «Pie Pequeño», ya que las primeras partes encontradas en 1995 eran huesos de un pie.
Las excavaciones continúan hasta hoy y se han hallado restos de unos 500 homínidos, haciendo de Sterkfontein el sitio arqueológico más rico en homínidos tempranos del mundo.

## Datación
La datación isócrona del entierro de StW 573 arrojó 3,67 millones de años de antigüedad, mientras que las primeras herramientas de piedra en Sterkfontein fueron fechadas en 2,18 millones de años.
La gran mayoría de los fósilles se recuperaron del llamado Miembro 4, una brecha de cueva ahora expuesta por la erosión y la meteorización en la superficie del paisaje. Por el método de datación isócrona de entierros con Al26 cosmogénico y Be10 se estimó una fecha de entierro de 3,41 ± 0,11 millones de años (Ma) dentro de la parte media inferior del Miembro 4, y fechas de entierro simples de 3,49 ± 0,19 Ma en la parte media superior del Miembro 4 y 3,61 ± 0,09 Ma en la caverna de Jacovec. Estos resultados ubican casi todo el conjunto de Australopithecus en Sterkfontein a mediados del Plioceno, contemporáneo con Australopithecus afarensis de África Oriental.